# Leiblfing
Leiblfing é um município da Alemanha, no distrito de Straubing-Bogen, na região administrativa de Niederbayern , estado de Baviera.
Nesta cidade foi onde ocorreu a história verídica do filme O Exorcismo de Emily Rose.